# Afraustraloxenodes coineaui
Afraustraloxenodes coineaui är en mångfotingart som beskrevs av Nguyen Duy-Jacquemin 2003. Afraustraloxenodes coineaui ingår i släktet Afraustraloxenodes och familjen penseldubbelfotingar. Inga underarter finns listade i Catalogue of Life.